# Mars One
Mars One var ett privat, icke-vinstinriktat projekt som hade som mål att etablera en permanent mänsklig bosättning på planeten Mars på 2020-talet, senare 2030-talet. Projektet blev kritiserat för att vara medicinskt, tekniskt, och finansiellt orimligt, samt för att vara ett bedrägeri. Projektet startades i januari 2011 av nederländarna Bas Lansdorp och Arno Wielders. I maj 2012 via ett pressmeddelande presenterades den tekniska och finansiella planen. 
I januari 2019 gick Mars One Ventures, som var en av de två bolagen bakom projektet, i konkurs och är upplöst.
Till skillnad från statliga rymdprojekt från rymdstyrelser som exempelvis NASA, JAXA, ESA eller ryska Roskosmos så är tanken bakom Mars One att finansiering ska ske genom icke-statliga finansiärer och privata aktörer. Utöver detta är flera delar av uppdraget tänkta att sändas ut till den breda publiken[källa behövs]
Någon återfärd från Mars till Jorden var inte planerad utan astronauterna avsågs leva resten av sina liv på Mars.
I den första omgången skulle upp till sex grupper med fyra personer i varje att väljas ut. De skulle sedan utbildas under en tio år lång period. Delar av utbildningen skulle att äga rum i en kopia av Marsbasen. Astronauterna skulle vara anställda av Mars One under både utbildningen och när de väl vore på Mars. Under hela sin utbildning skulle de ha möjlighet att avsäga sig uppdraget.

## Plan
Tidsplanen för projektet Mars One (som nu inte längre är relevant) såg ut enligt följande:

- 2011: Genomförande av designen av rymduppdraget. Kontakta och säkerställa att det finns leverantörer för nödvändiga komponenter och delar.
- 2013: Uttagningsprocessen påbörjas under den första halvan av 2013. Planen är att fyra personer ska medverka på den allra första resan till Mars. Vartannat år kommer två nya personer att anlända. En kopia av bosättningen på Mars ska byggas i en öken på jorden för att ge astronauter möjligheten att träna och förbereda inför uppdraget i en realistisk miljö. Arktisk miljö har även föreslagits. Uttagningen och förberedelser i den simulerade miljön är tänkta att sändas i TV och på nätet.
- 2018: De första kandidaterna för projektet utses och påbörjar träning tillsammans i grupper på fulltid.
- 2022: Ett demonstrationsuppdrag sänds till Mars för att testa konceptet.
- 2024: En kommunikationsattelit sätt i omlopsbana runt planeten för att möjliggöra för kommunikation mellan Mars och Jorden.
- 2026: Ett robotfordon som skall leta efter en lämplig plats för bosättningen sänds till planeten.
- 2029: Ett andra robotfordon samt förnödenheter sänds till Mars tillsammans med de första bosättningsenheterna som kommer flyttas till den valda utposten för kolonin där astronauterna sedan kommer landa.
- 2030 Uppskjutning av den första gruppen astronauter är planerad till detta år.
- 2031: Den första gruppen astronauter landar på Mars.
- 2033: Den andra gruppen astronauter sänds iväg från Jorden. Förutom nya personer kommer det även att skickas dit mer utrustning, såsom kameror och vetenskaplig utrustning. Processen kommer upprepas genom att nya grupper av astronauter skickas till planeten vart 26:e år.

## Uttagning

### Rond 1
Astronaututtagningen som startade i april 2013 var öppen för personer mellan 18 och 55 år, av alla nationaliteter.

### Rond 2
Av 200 000 i Rond 1 gick 1058 ansökande vidare till Rond 2, däribland tio svenskar. Det som väntar de antagna nu är en medicinsk bedömning och intervjuer.

### Rond 3, 4 och 5
Vad som avsågs hända i de följande ronderna var 2014 ännu inte klarlagt, men förhandlingar om tv-rättigheter för sändning av uttagningen var då igång. De strandade dock ganska snart efteråt.

## Komponenter
Projektet avsåg använda enbart i samtiden tillgänglig teknik, det vill säga någon egen teknikutveckling inom projektets ram avsågs inte genomföras. Med denna teknik var det inte möjligt att starta en återresa från Mars till Jorden och därmed ingick inte någon sådan i projektet. Astronauterna avsågs alltså tillbringa återstoden av sina liv på Mars.  
En lista på komponenter ska komma från beprövade leverantörer.

### Bärraket
Ännu[när?] är inget känt om vilka planer Mars One har för själva uppskjutningen, men i intervjuer har Lansdorp nämnt SpaceX.

### Mars Transit Vehicle
Här kommer besättningen att tillbringa sin tid under resan till Mars, som kommer att ta cirka 7 månader.

### Landare
Fem modifierade varianter av SpaceX's Dragon har föreslagits.
- Life Support Unit: Den livsuppehållande modulen är en landare med avsikt att utnyttja naturresurser som finns på Mars. Elektricitet ska genereras genom tunna, flexibla filmer av fotovoltaiska paneler,[förtydliga] vatten genom att tina upp lokalt fruset grundvatten. En del av vattnet ska sedan förvaras och omvandlas till syre. Andra ämnen som kväve och argon ska även tas tillvara.
- Supply Unit: Moduler anpassade för att frakta mat och utrustning. Kommer att kunna anpassas till en "living unit".
- Living Unit: Levnadsmoduler, där besättningen bland annat kommer att sova och arbeta.
- Human Lander: Ska föra ner människorna från rymdskeppet till ytan på Mars.
- Rover Lander: För att transportera de två rovers[förtydliga] som krävs.

### Marsdräkt
ILC Dover är företaget de har samtal med när det gäller teknik för dräkter.

### Rover
I december 2013 meddelade Mars One att de skrivit kontrakt med Lockheed Martin för att utvärdera möjligheterna att anpassa deras teknologi för Mars One.

### Satellit
En satellit planeras att sändas till Mars för att sedan placeras i dess omloppsbana. Satelliten ska sända högupplösta bilder tillbaka till jorden. Mars One har ett samarbete med Surrey Satellite Technology.

## Kritik
Med anledning av den enorma publicitet som projektet kommer att få när planerna realiseras, har vissa kritiker befarat att deltagare kommer att anmäla sig till projektet med syfte att bli berömda och kända, utan att ha någon seriös avsikt att verkligen fullfölja resan till Mars. Andra kritiker har pekat på risken för att kolonisatörerna kommer att bli strandsatta på Mars och lämnade åt sitt öde utan påfyllning av förnödenheter från jorden, när pengarna tar slut och projektet inte längre har tillräckligt stort nyhetsvärde för att kunna finansiera ytterligare resor till Mars.